# Sveti Kuzma i Damjan
Sveti Kuzma i Damjan (Arabija, 3. stoljeće - Yumurtalık, oko 287.), ranokršćanski mučenici rođeni u Arabiji, koji su se bavili liječništvom u Egeji (današnji grad Ayas u Turskoj), a zatim u rimskoj provinciji Siriji. Za svoje usluge nisu primali plaću, zbog čega im je nadimak bio anargyroi (bez srebra); ovime su mnoge pridobili na prelazak na kršćansku vjeru. Blagdan sv. Kuzme i Damjana slavi se prema katoličkom kalendaru 26. rujna.

## Životopis
Tijekom progona kršćana za vrijeme cara Dioklecijana, Kuzma i Damjan bili su uhićeni naredbom prefekta rimske provincije Cilicije zvanog Lizija, koji je naredio mučenje kako bi ih natjerao na odreknuće od kršćanstva. Prema legendi, ostali su vjerni svojoj vjeri izdržavši vješanje na križu i kamenovanje. Konačno su pogubljeni odrubljivanjem glave. Mučeništvo su s njima podijelila i njihova mlađa braća Antim, Leontije i Eprepije. Njihovo najpoznatije čudo bilo je presađivanje noge nedavno preminuloga Etiopljanina pacijentu bijelcu, što je česta tema mnogih slika i iluminacija.

## Štovanje
Sveti Kuzma danas se smatra zaštitnikom liječnika i kirurga, dok se sveti Damjan slavi kao zaštitnik ljekarnika i farmaceuta. Ponekad se u umjetnosti prikazuju s medicinskim simbolima i amblemima. Spominju se u katoličkoj liturgiji, i to u litanijama svetaca.
Osim u Katoličkoj Crkvi, štuju se i u pravoslavlju te u Anglikanskoj zajednici.